# Dvinosauroidea
De Dvinosauroidea zijn een superfamilie van uitgestorven dvinosauride temnospondyle Batrachomorpha (basale 'amfibieën') die leefde tijdens het Laat-Carboon.
De officiële naamgever is Gunnar Säve-Söderbergh die in 1935 de familie Dvinosauridae benoemde.
In 2000 benoemden Adam Yates en Anne Warren-Howie een klade Dvinosauroidea. De klade werd gedefinieerd als de groep bestaande uit de laatste gemeenschappelijke voorouder van Dvinosaurus en Isodectes; en al zijn afstammelingen.
De Dvinosauroidea delen enkele nieuwe eigenschappen, synapomorfieën. Sommige daarvan zijn ondubbelzinnig en komen dus voor bij alle bekende leden van de groep terwijl ze bij andere taxa ontbreken. De praemaxilla heeft aan de binnenzijde van het neusgat geen driehoekige achterste tak. Het postparietale is verkort. Het tabulare is gereduceerd tot een dunne beensplinter. De incisura otica ontbreekt. Het verhemeltebeen is op het schedeldak bekeken zichtbaar. De tak van het pterygoïde richting quadratum is naar beneden gebogen om een vlak achterste verhemelte te vormen. Een opgaande tak van het verhemeltebeen is zichtbaar op het schedeldak. De binnenrand van de uitholling rond de fenestra subtemporalis is vrijwel recht. De tanden op de pterygoïde zijn verloren gegaan. Achter het onderste kaakgewricht loopt een dwarstrog met daar weer achter een naar boven gezwollen verheffing.
Er waren ook twee dubbelzinnige synapomorfieën die bij sommige andere taxa voorkomen, zij het niet de directe voorouders. De oogkassen liggen op de voorste helft van de schedel. de vleugelvormige tak van het jukbeen ligt achter de ectopterygoïde.
De auteurs moesten toegeven dat de klade niet sterk ondersteund was: als de datamatrix in enkele kenmerken verschillend was ingevuld, had men de klade niet gevonden. 